# 186년

## 연호
- 후한(後漢) 중평(中平) 3년

## 기년
- 후한(後漢) 영제(靈帝) 19년
- 신라(新羅) 벌휴 이사금(伐休泥師今) 3년
- 고구려(高句麗) 고국천왕(故國川王) 8년
- 백제(百濟) 초고왕(肖古王) 21년

## 사건
- 음력 1월, 신라의 벌휴 이사금, 주군(州郡)을 순행(巡幸)하고, 풍속(風俗)을 관찰하였다.
- 음력 5월 임진일 그뭄에 신라에 일식이 있었다.
- 음력 7월, 남신현(南新縣)이 신라에게 가화(嘉禾)를 진상하였다.

## 탄생
- 4월 4일 - 로마 제국 21대 황제 카라칼라

## 참고 문헌
- 김부식 (1145), 《삼국사기》 〈권2〉 벌휴 이사금 조(條)